# Ana Carrique
Ana Carrique (Buenos Aires, 19 de juliol 1886 - 1979) va ser una compositora i professora de música argentina.
Va estudiar en el Conservatori de Música de Buenos Aires, on va tenir com a mestre de composició Julián Aguirre. Després va ampliar el estudis de piano en el Conservatori Nacional de Música i Declamació. En aquest últim centre va ampliar els estudis d'harmonia i contrapunt amb Athos Palma.
La majoria de les seves obres van estrenar-se en concerts organitzats per la Sociedad Nacional de Música argentina, de la qual era membre.
Ana Carrique, d'ascendència basca, va passar els últims anys de la seva vida a la Euskalechea de Lavallold (Buenos Aires) una residència d'ancians del col·lectiu basc, on va morir als noranta-tres anys.

## Reconeixements
Les seves obres van rebre premis de la Municipalitat de Buenos Aires, i de la Direcció Nacional de Belles Arts i la Comissió Nacional de Cultura argentines. El 1986, amb motiu del centenari del seu naixement, la Sociedad Nacional de Música argentina va retre-li un homenatge en el teatre Colón de Buenos Aires.

## Obres
La musicòloga Silvina Luz Mansilla ha publicat el recull ordenat de la producció musical d'Ana Carrique, en un projecte que estudia i analitza diverses compositores argentines.
Algunes de les seves obres:
- Coplas Puntanas[2]
- El ceibo se enamoró[2]
- Impromptu[2]
- La noche[2]
- Letras para cantar[2]
- Suite Campera (Evocación, Sombra, Vibraciones)[2]
- Sonatina en mi bemol[2]